# Radagaise

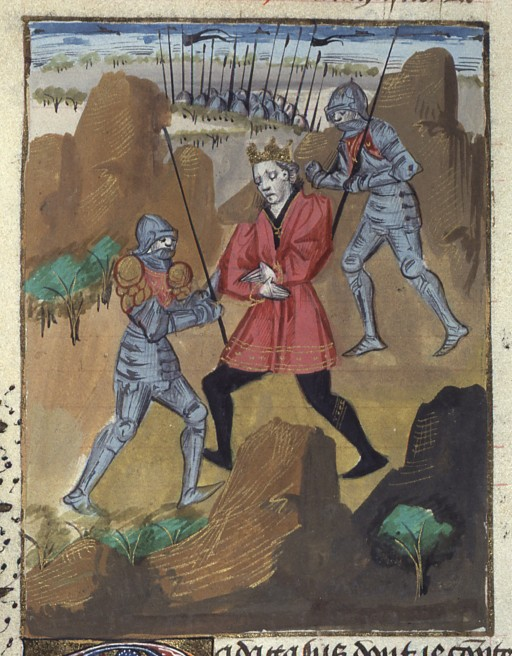
Arrestation de Radagaise, miniature médiévale issue du De casibus de Boccace. XVe siècle, BnF.

Radagaise ou Radogast, mort le 23 août 406 en Italie, est un chef militaire Goths qui attaque l'Italie sous le règne de l'empereur d'Occident Honorius.

## Biographie
À la tête d'une armée hétéroclite composée entre autres de Goths, de Vandales, d'Alamans et d'Alains, Radagaise franchit le Danube puis entre en Italie par les Alpes à la fin de l’année 405, balayant les défenses frontalières, puis pillant et ravageant la plaine du Pô.
Bien que régulièrement comparé au titre de roi, il est un chef militaire du fait du titre burgonde hendinos (chef de guerre) qu'il détient. 
Se dirigeant vers le sud, il met le siège devant Florence. Il est arrêté en août 406 par le général romain Stilicon commandant une armée romaine considérablement renforcée de contingents barbares, et est sévèrement battu à la bataille de Fiesole.
Son armée, affaiblie par la famine et manquant d'espace pour combattre ou battre en retraite, est en grande partie exterminée ; le reste est enrôlé de force dans l'armée romaine, dont, à cette époque les soldats et les officiers sont presque tous d'origine barbare.[réf. nécessaire] Radagaise est capturé devant les murs de Fiesole le 23 août et est exécuté avec les principaux chefs.
« Vers la fin 405, le Goth Radagaise conduisit en Italie un grand nombre de personnes - soi-disant 400 000 - sur les Alpes. L'empire fut paralysé par la peur et, pendant un temps, Stilicon resta avec les troupes à Ticinum. Une fois en Italie, Radagaise divisa ses Forces en trois. Lorsque la saison de campagne de 406 commença Stilicon se mit en marche contre lui. Pris par surprise, Radagaise fut forcé de reculer sur les hauteurs autour de Faesulae, où il a été capturé et exécuté. Les deux autres groupes furent rapidement battus et le reste chassé d'Italie. »